# Nick Shore
Nick Shore (né le 26 septembre 1992 à Denver dans l'État du Colorado aux États-Unis) est un joueur professionnel américain de hockey sur glace. Il évolue à la position de centre. Nick est le frère du joueur de hockey professionnel, Drew Shore.

## Biographie
Il est repêché par les Kings de Los Angeles au 82e rang lors du repêchage d'entrée dans la LNH 2011 après avoir complété sa première saison avec les Pioneers de l'Université de Denver. Après trois saisons passées à l'université, il passe professionnel en 2013-2014 avec les Monarchs de Manchester, club-école des Kings dans la Ligue américaine de hockey. Il joue ses premiers matchs dans la Ligue nationale de hockey avec les Kings la saison suivante.

## Statistiques

### En club
| Saison     | Équipe                             | Ligue           |                   | Saison régulière  | Saison régulière  | Saison régulière  | Saison régulière  | Saison régulière  |                   | Séries éliminatoires | Séries éliminatoires | Séries éliminatoires | Séries éliminatoires | Séries éliminatoires |
| Saison     | Équipe                             | Ligue           | PJ                | B                 | A                 | Pts               | Pun               | PJ                | B                 | A                    | Pts                  | Pun                  |                      |                      |
| 2008-2009  | U.S. National Development Team U18 | NAHL            | 42                | 10                | 11                | 21                | 30                | 9                 | 2                 | 2                    | 4                    | 6                    |                      |                      |
| 2009-2010  | U.S. National Development Team U18 | USHL            | 26                | 6                 | 14                | 20                | 10                | -                 | -                 | -                    | -                    | -                    |                      |                      |
| 2010-2011  | Pioneers de Denver                 | NCAA            | 33                | 7                 | 11                | 18                | 37                | -                 | -                 | -                    | -                    | -                    |                      |                      |
| 2011-2012  | Pioneers de Denver                 | NCAA            | 43                | 13                | 28                | 41                | 16                | -                 | -                 | -                    | -                    | -                    |                      |                      |
| 2012-2013  | Pioneers de Denver                 | NCAA            | 39                | 14                | 20                | 34                | 47                | -                 | -                 | -                    | -                    | -                    |                      |                      |
| 2013-2014  | Monarchs de Manchester             | LAH             | 68                | 14                | 24                | 38                | 36                | 4                 | 0                 | 1                    | 1                    | 0                    |                      |                      |
| 2014-2015  | Monarchs de Manchester             | LAH             | 38                | 20                | 22                | 42                | 16                | 19                | 4                 | 14                   | 18                   | 2                    |                      |                      |
| 2014-2015  | Kings de Los Angeles               | LNH             | 34                | 1                 | 6                 | 7                 | 10                | -                 | -                 | -                    | -                    | -                    |                      |                      |
| 2015-2016  | Kings de Los Angeles               | LNH             | 68                | 3                 | 7                 | 10                | 32                | 1                 | 0                 | 0                    | 0                    | 0                    |                      |                      |
| 2016-2017  | Kings de Los Angeles               | LNH             | 70                | 6                 | 11                | 17                | 20                | -                 | -                 | -                    | -                    | -                    |                      |                      |
| 2017-2018  | Kings de Los Angeles               | LNH             | 49                | 4                 | 11                | 15                | 12                | -                 | -                 | -                    | -                    | -                    |                      |                      |
| 2017-2018  | Sénateurs d'Ottawa                 | LNH             | 6                 | 0                 | 1                 | 1                 | 0                 | -                 | -                 | -                    | -                    | -                    |                      |                      |
| 2017-2018  | Flames de Calgary                  | LNH             | 9                 | 1                 | 2                 | 3                 | 4                 | -                 | -                 | -                    | -                    | -                    |                      |                      |
| 2018-2019  | Metallourg Magnitogorsk            | KHL             | 37                | 3                 | 13                | 16                | 22                | 6                 | 2                 | 3                    | 5                    | 6                    |                      |                      |
| 2019-2020  | Maple Leafs de Toronto             | LNH             | 21                | 2                 | 1                 | 3                 | 12                | -                 | -                 | -                    | -                    | -                    |                      |                      |
| 2019-2020  | Jets de Winnipeg                   | LNH             | 42                | 1                 | 2                 | 3                 | 8                 | 4                 | 0                 | 0                    | 0                    | 2                    |                      |                      |
| 2020-2021  | Dukla Trenčín                      | Extraliga Slo.  | 5                 | 4                 | 6                 | 10                | 0                 | -                 | -                 | -                    | -                    | -                    |                      |                      |
| 2020-2021  | EV Zoug                            | National League | 22                | 8                 | 19                | 27                | 22                | 13                | 1                 | 7                    | 8                    | 4                    |                      |                      |
| 2021-2022  | Sibir Novossibirsk                 | KHL             | 49                | 10                | 16                | 26                | 26                | -                 | -                 | -                    | -                    | -                    |                      |                      |
| 2023-2024  | HV 71                              | SHL             | Saison en cours ? | Saison en cours ? | Saison en cours ? | Saison en cours ? | Saison en cours ? | Saison en cours ? | Saison en cours ? | Saison en cours ?    | Saison en cours ?    | Saison en cours ?    |                      |                      |
| Totaux LNH | Totaux LNH                         | Totaux LNH      | 299               | 18                | 41                | 59                | 98                | 5                 | 0                 | 0                    | 0                    | 2                    |                      |                      |

### En équipe nationale
| Année | Équipe     | Compétition     |   | PJ | B | A | Pts | Pun      |  | Résultat |
| 2022  | États-Unis | Jeux olympiques | 3 | 0  | 1 | 1 | 0   | 5e place |  |          |

## Trophées et honneurs personnels
- 2014-2015 :
  - participe au Match des étoiles de la LAH.
  - champion de la Coupe Calder avec les Monarchs de Manchester.